# Sinraptor
Sinraptor is een geslacht van vleesetende theropode dinosauriërs, behorend tot de Carnosauria, dat tijdens het Jura leefde in het gebied van de huidige Volksrepubliek China.
Het fossiel van Sinraptor werd in 1987 gevonden. Het geslacht kreeg in 1994 zijn naam, die zoiets als "Chinese rover" betekent, toen de typesoort Sinraptor dongi benoemd werd. Tegelijk werd ook een tweede soort in het geslacht benoemd: Sinraptor hepingensis. Later onderzoek maakte het echter twijfelachtig of beide soorten wel in één geslacht thuishoren.
Sinraptor dongi werd een kleine acht meter lang en woog ruim een ton. Het dier liep op zijn achterpoten waarbij de horizontale romp in evenwicht werd gehouden door de staart. De kop was tamelijk langwerpig en stond vrij hoog op de nek. Op de snuit liepen in de lengterichting twee richels over in kleine hoorntjes boven de ogen. Het skelet was sterk doortrokken van luchtholten.
Sinraptor behoort tot de Metriacanthosauridae. Hij is verwant aan verschillende Aziatische soorten.

## Vondst en naamgeving
In september 1987 vond een Canadees-Chinees team bij Jiangjunmiao in Xinjiang het skelet van een grote theropode. Het werd eerst aangezien voor een exemplaar van Monolophosaurus en in artikels door wetenschapsjournalist Alun Mark Anderson gemeld onder de naam "Jiangjunmiaosaurus", de naam die men eerst aan Monolophosaurus had willen geven.
In 1994 werd de typesoort Sinraptor dongi benoemd en beschreven door Philip John Currie en Zhao Xijin. De geslachtsnaam combineert een verwijzing naar de Sinae, "Chinezen" in het Latijn, met raptor, "rover". De soortaanduiding eert de Chinese paleontoloog Dong Zhiming als ontdekker.
Het holotype, IVPP 10600, is gevonden in een laag van de Shishugouformatie die dateert uit het vroege Oxfordien, ongeveer 160 miljoen jaar oud. Het bestaat uit een skelet met schedel. Bewaard zijn gebleven: de bijna complete schedel, de onderkaken, tongbeenderen, de wervelkolom tot en met vermoedelijk de zevende staartwervel, nekribben, ribben, buikribben, de schouderbladen, vier middenhandsbeenderen, het eerste kootje van de eerste vinger, het tweede en derde kootje van de tweede vinger en het eerste kootje van de derde vinger van de rechterhand, het hele bekken en de achterpoten. Het betreft een onvolgroeid dier. Van het skelet lagen het rechterdeel van de schedel, de wervels, de hand en de rechterachterpoot in verband. De andere botten waren verspreid geraakt maar niet over een groot oppervlak. Negen tanden die in een skelet van een sauropode waren aangetroffen, zijn aan de soort toegewezen. In de formatie zijn verder nog losse tanden, waaronder specimen IVPP 15310, een tand van tien centimeter lengte, in 2008 de langste theropodentand uit de Jura bekend, specimen IVPP V 18060, een vierde linkermiddenvoetsbeen van een groot exemplaar en een schedel met halswervels als sinraptoride vondsten gemeld maar die zijn niet formeel aan Sinraptor toegewezen.
In 2006 werd het quadratum voor het eerst beschreven. In 2012 werd de hersenpan van het holotype in detail beschreven.
In 1999 hernoemde Gao Yuhui de soort in een Yangchuanosaurus dongi. Dit heeft echter geen navolging gevonden.
In 1994 benoemden Currie en Zhao meteen een tweede soort van Sinraptor: Sinraptor hepingensis, door Yangchuanosaurus hepingensis Gao 1992 te hernoemen. De tweede soort is gebaseerd op een in 1985 in dezelfde formatie gevonden 884 centimeter lang skelet met schedel, specimen ZDM 0024, dat sterk op Sinraptor dongi lijkt. Latere analyses hadden echter tot uitkomst dat beide soorten, hoewel vrij nauw verwant, geen zustersoorten zijn. De plaatsing in één geslacht wordt daarmee problematisch en men spreekt daarom wel van een "Sinraptor" hepingensis.

## Beschrijving

### Grootte en onderscheidende kenmerken
De lengte van het holotype van Sinraptor dongi is eerst geschat op 7,2 meter en later op 762 centimeter. In 1993 schatte Currie het gewicht op één ton, afgaand op de diameter van het dijbeen. De tand IVPP 115310 is wel afkomstig gezien van een exemplaar van elf à twaalf meter lengte.
In 1994 werden enkele onderscheidende kenmerken van Sinraptor dongi gegeven ten opzichte van "Sinraptor" hepingensis. De praemaxilla is langer en lager. Er bevinden zich meer en meer uitgebreide secundaire groeven op het bovenkaaksbeen. De achterste tak van het postorbitale heeft een geringere uitbreiding op de zijkant van de schedel. De beenbalk die de onderste achterste zijkant van de schedel uitmaakt, is langer.
Verder was er een aantal kenmerken dat uniek was ten opzichte van andere in 1994 bekende Carnosauria. Het achterdeel van het jukbeen eindigt in drie takken. Een verruwing op het postorbitale vormt de buitenste begrenzing van een grote driehoekige uitholling op het schedeldak. De tak van het verhemeltebeen richting jukbeen heeft de vorm van een duidelijk afstaand uitsteeksel dat beneden het niveau van de beennaad met het bovenkaaksbeen uitsteekt. Het holle binnenste van het ectopterygoïde loopt door in een pneumatische opening die aan de voorste onderzijde is gelegen, aan de binnenzijde van het contact met het jukbeen. Op het achterhoofd steken de exoccipitalia beneden de tubercula basilaria uit. De achterhoofdsknobbel is schuin naar achteren en beneden gericht. Een buiging in het complex van de atlas en de draaier brengt de nek sterker onder het niveau van het achterhoofd. Latere vondsten zouden vaak aantonen dat deze eigenschappen ook bij andere soorten aanwezig waren. Zo werd de voornoemde buiging bij atlas en draaier in 2009 ook beschreven bij Shidaisaurus.

### Skelet

#### Schedel

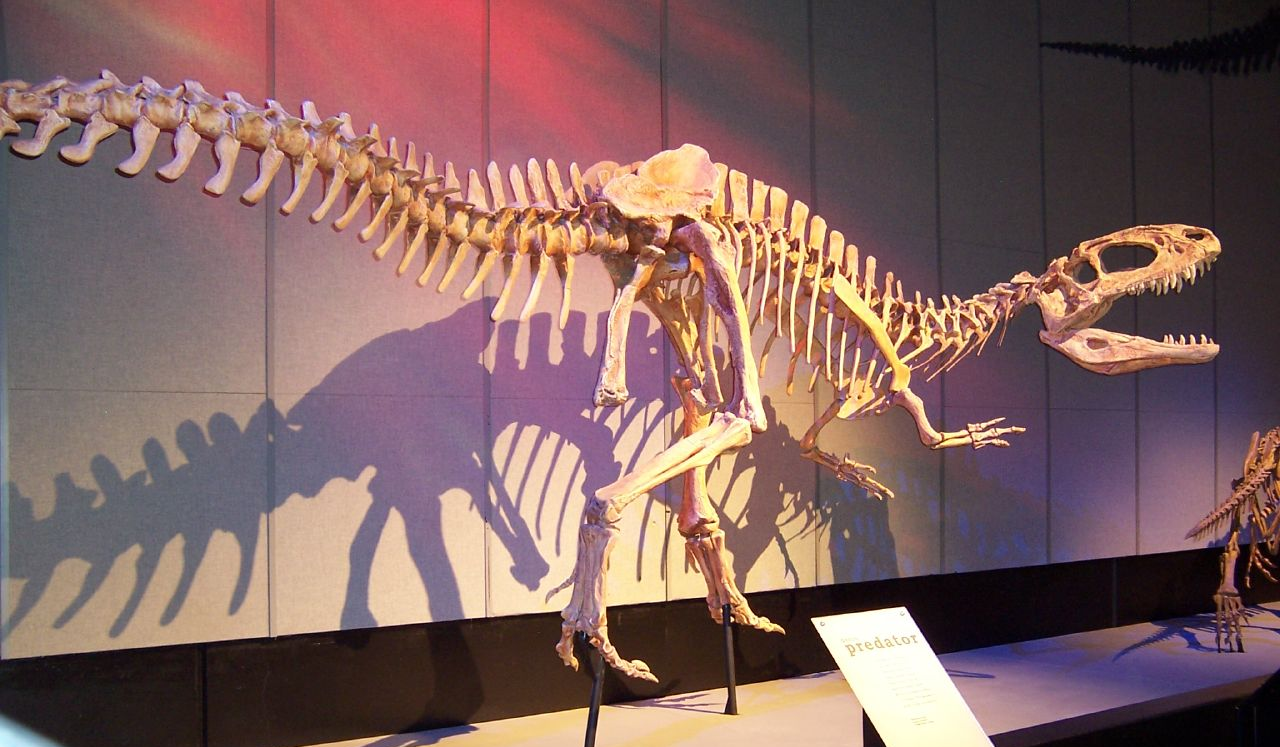
Een skeletmodel van Sinraptor dongi

De schedel van het holotype heeft een lengte van negentig centimeter. De algemene bouw ervan is relatief laag en langwerpig. De snuit heeft een lengte van tweeënvijftig centimeter. Bij de oogkassen wordt de grootste hoogte bereikt van drieëndertig centimeter. De schedel kenmerkt zich door een uitgebreide pneumatisering die heeft geleid tot een opvallende van buiten zichtbare uitholling van verschillende elementen.
Het neusgat is relatief klein en wordt niet bereikt door het bovenkaaksbeen, een erg basaal kenmerk. Een belangrijk deel van het zijvlak van de snuit wordt doorboord door een grote fenestra antorbitalis, drieëntwintig centimeter lang en twintig centimeter hoog. Dit venster wordt bereikt door het jukbeen. De oogkas is hoog en smal, licht ingesnoerd. Het onderste slaapvenster is groot en trapeziumvormig met een lange onderste beenbalk; die zou later ook beschreven worden bij Giganotosaurus. Het bovenvlak van de snuit staat duidelijk overhangend af van de zijvlakken. De zijranden zijn echter niet erg ruw. De richels op de snuit zijn zwak ontwikkeld. Het traanbeen heeft een laag hoorntje dat bij Currie die naam niet eens mocht hebben.
De praemaxillae vormen de in bovenaanzicht vrij spitse snuitpunt. Iedere praemaxilla wordt doorboord door een dozijn zenuwkanalen en aderkanalen. Het hoofdlichaam is flink hoog en maar iets lager dan hoog. In zijaanzicht loopt de snuitpunt vrijwel verticaal. De opgaande tak buigt ruim voor het neusgat naar achteren, tot een hoek van 40°, een kleine bolling vormend. Het grote foramen onder het neusgat loopt tussen de praemaxilla en het neusbeen. De interne vleugel staat laag. Achter de vier premaxillaire tanden liggen vier onvergroeide interdentaalplaten die naar achteren in hoogte toenemen. De snijrand van de premaxillaire tanden is iets naar binnen gedraaid maar dat levert geen echte D-vormige dwarsdoorsnede op.
Het bovenkaaksbeen heeft een lengte van tweeënveertig centimeter. Het wordt uitgehold door een gladde fossa rond de voorste fenestra antorbitalis. Direct aan de voorrand ervan, iets boven de voorste punt, ligt een kleinere opening, de fenestra maxillaris. Achter dit venster ligt een diepe pneumatische opening, de achterwand doorborend van een scheidende brede verticale beenrichel. Boven het venster liggen, in een langwerpige omvattende uitholling, nog eens drie grote diep instekende foramina, van elkaar gescheiden door lange gekromde beenrichels. De voorste is het grootst en vormt een verbinding met de interne holte van het bovenkaaksbeen. Twee meer naar achteren gelegen kleinere openingen zijn verbonden met de fenestra antorbitalis. Er is een grote interne vleugel onder een binnenste bolling van de interne holte met vier openingen aan de binnenwand. Er zijn vijftien maxillaire tanden. De interdentaalplaten zijn niet vergroeid. De achterste tak van het bovenkaaksbeen overlapt de voorste tak van het jukbeen zijdelings maar wordt zelf weer bovenaan door een uitloper van het jukbeen zijdelings overlapt. De voorste tak van het jukbeen wordt gepneumatiseerd via twee pneumatoporen in de uitholling rond de fenestra antorbitalis. De holten lopen door onder de oogkas en in de lange dunne opgaande tak naar het postorbitale. Die tak wordt door de neergaande tak van het postorbitale iets zijdelings overlapt, een basaal kenmerk. Van de achterste tak naar het quadratojugale is de onderste punt weer gevorkt zodat drie uitsteeksels ontstaan. Van de vork rust één tand tegen de onderkant van het quadratojugale terwijl een tweede een lang uitsteeksel vormt dat in een groeve in de binnenkant steekt.
Het neusbeen heeft een lengte van 515 millimeter. De neusbeenderen worden van voren ingekeept en overlapt door de praemaxillae. De raakvlakken van de neusbeenderen zijn vooraan wat afgerond en Currie vermoedde dat hier wat beweging mogelijk was ter absorptie van schokken. Boven de fenestra antorbitalis zijn er twee pneumatische openingen. Hoewel die slechts door achttien millimeter gescheiden zijn, lopen ze niet in elkaar door. De voorste leidt voorwaarts naar holten in de onderste en interne takken, de achterste achterwaarts naar het holle binnenste van het bot dat het bovenvlak vormt. Het L-vormige traanbeen heet een gewrongen neergaande tak die het bovenkaaksbeen niet bereikt. Achteraan heeft deze tak een bult in de oogkas, de bevestiging van het ligamentum suborbitale dat de oogbol ondersteunde. In de voorste tak bevinden zich grote pneumatische openingen. In de hoek tussen de twee takken ligt de gebruikelijke grote opening waarvan sommigen hebben gespeculeerd dat er een traanklier in lag; Currie wees erop dat de opening voorwaarts gericht is en het best verklaard kan worden als het gevolg van het binnendringen van een uitloper van de neusholte. De echter traanklieren zouden in kleine openingen in de achterrand gelegen hebben. Het prefrontale is kort en breed. Het voorhoofdsbeen is smal en vlak, de bovenrand van de oogkas bereikend. De beennaad tussen voorhoofdsbeenderen en de zeer korte wandbeenderen is verdikt, de uitholling rond het bovenste slaapvenster overhangend maar er is geen middenkam tussen de wandbeenderen. Daarentegen is er een zeer hoge en sterk voorwaarts gelegen nekkam. De voorste tak van het postorbitale vormt een dikke beenwal boven de achterste oogkas die naar voren bijna tot aan het traanbeen reikt. Aan de binnenzijde van die wal ligt een aparte, hoge maar smalle, richel die de buitenste begrenzing vormt van de voorste uitholling van het bovenste slaapvenster, welke fossa uitloopt over de buitenste tak van het voorhoofdsbeen. De achterste tak rust met een lange binnenste tak in een uitholling in de voorste tak van het squamosum in plaats van die met een buitenste tak zijdelings te overlappen zoals bij de meeste grote theropoden. Het squamosum heeft maar een korte interne tak.
Bij het achterhoofd is het achterhoofdsgat rond, geplaatst boven een grotere achterhoofdsknobbel in de vorm van een liggende ovaal. Het bovenste centrale element van het achterhoofd, het supraoccipitale, maakt een klein deel van de bovenrand van het achterhoofdsgat uit. Het helt sterk naar voren tot aan de dwarskam op de achterzijde van de wandbeenderen, van welke kam het een ondersteunende beenstijl vormt, wigvormig naar achteren uitstekend. De interne voorkant van het supraoccipitale wordt ingekeept door een neerwaarts uitsteeksel vanuit de middenlijn van de wandbeenderen. De zijkanten van het achterhoofdsgat worden gevormd door de exoccipitalia. Het basioccipitale levert een kleine bijdrage aan de onderrand van het achterhoofdsgat en vormt het grootste deel van de achterhoofdsknobbel. Dit element loopt naar onder uit in de vrij kleine en niet wijd uiteenstaande tubercula basilaria. De exoccipitalia reiken aan weerszijden tot onder deze uitsteeksels, wat uitzonderlijk is. De beennaad tussen exoccipitale en opisthoticum is van een uitsteeksel gescheiden door een inkeping. Meer naar voren hangen flinke processus basipterygoidei af. Deze lopen naar voren uit in twee beenwebben die een lange trog overwelven op de onderkant van het dolkvormig uitsteeksel van de voorste hersenpan. De trog wordt van achteren afgesloten door een dwarsrichel tussen de processus basipterygoidei. Daarachter ligt een uitholling op de onderkant, afgesloten door een tweede dwarsrichel. Daar weer achter ligt de gebruikelijke recessus basipterygoideus, afgesloten door een derde dwarsrichel, nu tussen de tubercula basilaria. Deze derde uitholling is relatief kort. Op de achterste zijkant van de hersenpan bevindt zich een groot foramen als uitgang voor de nervus trigeminus. De opening is verticaal ingesnoerd, volgens Currie het begin van een splitsing in een voorste en achterste doorgang voor de takken van de zenuw, zoals bij latere theropoden. Aangezien die echter niet direct verwant zijn, moet de toestand bij Sinraptor de terugkeer zijn naar een meer basale situatie en geen symplesiomorfie. Stukken van de stapes, de staafvormige gehoorbeentjes, zijn aangetroffen met een dikte van 1,7 millimeter.
In het verhemelte zijn de ploegschaarbeenderen op hun middelste lengte met elkaar vergroeid en hebben daar hun hoogste punt. Op hun gezamenlijke bovenzijden en onderzijden hebben ze lengtetroggen. Achteraan zijn ze gesplitst en vormen uitsteeksels die ook van troggen voorzien zijn, welke weer naar voren samenvloeien met de troggen op de middenlijn. In de troggen kunnen uitlopers van de verhemeltebeenderen hebben gelegen. Bij het verhemeltebeen heeft de tak naar het jukbeen een naar beneden gericht uitsteeksel. Tussen dit uitsteeksel en het hoofdlichaam bevindt zich een inkeping waarin de beennaad met het bovenkaaksbeen doorloopt. De tak naar het jukbeen raakt het traanbeen niet en steekt ook niet ver naar achteren uit. De tak wordt doorboord door een pneumatisch foramen dat toegang biedt aan een vertakkende holte die tot in de voorste tak doorloopt, die ver uitsteekt en een uitzonderlijk lang raakvlak vormt, niet bekend van andere Theropoda, met het eronder liggende ploegschaarbeen. Ook het ectopterygoïde is sterk gepneumatiseerd met een opening in de binnenste basis en in de onderste buitenzijde van de haak die contact maakt met het jukbeen. Het achterste pterygoïde is het langste bot van de schedel met vierenzestig centimeter lengte. Beide pterygoïden samen vormen een hoge welving van de muil. Slechts een dunnen beentong van het pterygoïde raakt de fenestra postpalatina en scheidt daar het verhemeltebeen van het ectopterygoïde. De onderste tak van het pterygoïde heeft een uitholling die doorloopt in de inzinking aan de basis van het ectopterygoïde; hier lag vermoedelijk een luchtzak in. De tak naar het quadratum is plaatvormig en relatief hoog, met een inkeping als kort contact met het epipterygoïde.

#### Tanden
Er zijn vier premaxillaire, vijftien maxillaire en zestien dentaire tanden voor een totaal van zeventig in de kop. De tanden zijn vrij groot en lang. Bij een nog aanwezige rechtermaxillaire tand is de lengte van de kroon achtenzestig millimeter. Gevonden losse dentaire tanden hebben een kroonlengte van zo'n vier centimeter. De tanden zijn dolkvormig en zijdelings afgeplat. De tandbasis is iets minder dan half zo lang als de kroon verticaal lang is.

#### Onderkaken
De onderkaak heeft een relatief groot buitenste zijvenster dat van achteren tongvormig uitsteekt en van voren ploegvormig. Het zijvenster maakt een zijgewricht mogelijk. De onderkaak kan daar naar buiten uitklappen, wat de punt van de onderkaken naar binnen trekt. Dat is een bij grote theropoden gebruikelijke aanpassing om een prooi naar binnen te werken. Volgens Currie kon bij Sinraptor het voorste deel van de onderkaak ten opzichte van de achterkant ook wat van voor naar achter glijden. Het dentarium of os dentale van de onderkaak is lang en laag. Beide dentaria zijn vooraan zwak verbonden in een symfyse. Het dentarium heeft aan de buitenzijde twee horizontale rijen openingen voor aderkanalen, waarvan de bovenste groter zijn en achteraan meer spleetvormig. De fossa Meckeliana aan de binnenzijde toont vooraan twee foramina. Twee van die openingen bevinden zich ook achteraan in de beenwand waar de groeve overgegaan is in een intern kanaal. De gescheiden tongvormige interdentaalplaten die de dentaire tanden van achteren versterken, zijn verbonden via een lengte groeve waarvan aftakkingen naar iedere tandkas lopen. Currie achtte een supradentarium aanwezig. Het spleniale is driehoekig en dun. Het omringt het zenuwkanaal van het foramen mylohyoideum volledig. 
Het surangulare draagt een krachtige zijrichel met eronder twee foramina. Het angulare is licht gebogen en heeft een dikke onderrand. Het overlapt de buitenste onderzijde van het surangulare. Het prearticulare is een dunne beenplaat, aan beide uiteinden naar boven uitlopend. Naar achteren loopt het uit in een aantal vingervormige uitsteeksels. Enig spoor van een mogelijk antarticulare ontbreekt. Het articulare is langwerpig, ook naar voren toe, en eindigt achteraan in een lang retroarticulair uitsteeksel voor het openen van de muil, dat schuin naar achteren en buiten gericht is. De onderrand ervan is een dunne beenplaat.
Een paar tongbeenderen is bewaard die ongeveer een halve meter lang zijn. Ze zijn in de schacht het breedst op vijftien centimeter van de voorkant; naar achteren lopen ze taps toe in een punt, naar voren in een afgeplatte nog bredere en overdwars naar beneden geplooide beenplaat die weer in een smalle punt uitloopt.

#### Postcrania

##### Wervelkolom
De indeling van de wervelkolom is onzeker. Er zijn drieëntwintig wervels vóór het heiligbeen. Afgaande op de vorm van de wervels zijn er negen halswervels; als de vorm van de ribben in acht genomen wordt tien.
Het intercentrum van de atlas heeft een diepe gladde uitholling om het tandvormig uitsteeksel te bevatten. Het heeft duidelijke uitsteeksels aan de onderste zijranden. De atlas lijkt geen ribben te hebben gedragen. Het is hecht verbonden met het intercentrum van de draaier. Daarvan ligt de onderzijde abrupt hoger dan de brede ongekielde onderzijde van het centrum van de draaier. De voorvlakken van beide elementen zijn schuin naar boven gericht. Ook het achtervlak van de draaier maakt een flinke hoek met de onderzijde. Volgens Currie bracht dat alles de schedel uniek afhangend op de nek. De draaier heeft per zijde een opvallende grote en voorwaarts gelegen pleurocoel. Die van de linkerzijde heeft een dubbele opening die tot in de wervelboog doorloopt. Op de rechterzijde loopt de pleurocoel echter dood. Het wervellichaam heeft gepaarde luchtkamers gescheiden door een dun tussenschot. Het doornuitsteeksel is schuin naar achter gericht. De epipofysen zijn lang. Tussen de epipofyse en het doornuitsteeksel loopt een richel die een diepe uitholling begrenst. Het zijuitsteeksel is matig lang. Het achterste gewrichtsuitsteeksel is groot en driehoekig, een hoek van slechts 20° makend met het horizontale vlak. De draaier heeft dunne dubbelkoppige nekribben.
De overige halswervels zijn opisthocoel: met het centrum bol van voren en hol van achteren. Ze worden ieder op de voorste zijkant doorboord door een pleurocoel, gelegen boven de parapofyse, het onderste ribfacet. De pleurocoelen lopen uit in grote luchtkamers, opnieuw gescheiden door een tussenschot. Ook de wervelboog is gepneumatiseerd. Er dringen per zijde drie holten het bot binnen: in de bases van het voorste gewrichtsuitsteeksel, het zijuitsteeksel en het achterste gewrichtsuitsteeksel. De epipofysen van de voorste wervels zijn krachtig gebouwd, vermoedelijk om de nek te ondersteunen, hoewel dit volgens Currie de neerwaartse beweeglijkheid verminderde. De doornuitsteeksels zijn matig lang. Op de vierde en vijfde wervel zijn ze tamelijk kort en naar achteren hellend, wat zou duiden op een sterkere kromming van de nek. Achteraan de nek zijn deze uitsteeksels duidelijk langer. De derde wervel heeft een nekrib met pneumatische openingen in het facet van het tuberculum en in de basis van de richel tussen tuberculum en capitulum, de ribkoppen. De openingen zijn niet intern verbonden.  De nekribben versmallen plots onder het tuberculum, vermoedelijk waar ze de achterliggende ribben raken.
De eerste ruggenwervel is opisthocoel, de tweede heeft een tussenvorm en de derde is amfiplat. De eerste vier ruggenwervels hebben grote pleurocoelen achter de parapofyse. De eerste twee wervels zijn gekield voor de aanhechting van de musculus colli ventralis, de spier die nek en hoofd deed buigen. De eerste twee doornuitsteeksels zijn doornvormig; de derde is breder en de volgende zijn plaatvormig in zijaanzicht. Tot en met de tiende wervel nemen de doornuitsteeksels in hoogte toe. De eerste zes doornuitsteeksels hellen naar achteren, de zevende tot en met tiende staan haaks en de elfde, twaalfde en dertiende hellen naar voren wat de rug als geheel een bolle kromming gaf. Alle ruggenwervels hebben een hyposfeen-hypantrum-complex van secundaire gewrichtsuitsteeksels. Het hypantrum wordt onderaan versterkt door een opvallend uitsteeksel onder de voorste gewrichtsuitsteeksels. De wervelboog is sterk gepneumatiseerd. De richel tussen het voorste gewrichtsuitsteeksel en het zijuitsteeksel wordt bij de middelste wervels van onderen versterkt door twee of meer bijkomende richels naast de parapofyse. Bij de achterste ruggenwervels vloeien die laatste richels samen tot één enkele beenplaat. De uitholling tussen de achterrand van het zijuitsteeksel en het achterste gewrichtsuitsteeksel loopt uit in kleinere kanalen die de wervelboog doorboren. De vijfde rib heeft een pneumatopoor. De ribben zijn relatief dun. De tweede rib is echter opvallend robuuster. Althans sommige buikribben hebben drie segmenten per zijde, wat duidt op dubbele binnenste rijen in de korf.
Het heiligbeen bestaat uit vijf sacrale wervels. Die zijn bij het holotype niet vergroeid. De eerste sacrale rib raakt het wervellichaam van de eerste sacrale wervel niet. Die wervel is vermoedelijk een uit de rug "ingevangen" dorsosacraal. De verdere sacrale ribben overspannen de beennaden tussen de wervels.
Er zijn zeven staartwervels bewaard naast fragmenten van verdere wervels. De eerste wervel is niet gekield. Zijn achterste gewrichtsfacet ligt twee centimeter hoger dan het voorste wat de staartbasis naar boven gekromd zou hebben. Het zijuitsteeksel is naar achteren gekromd maar voorrand en achterrand houden een constante afstand. Het doornuitsteeksel is hoog en smal. Wellicht hadden de eerste en tweede wervel nog een hyposfeen en hypantrum. De tweede wervel heeft een dubbele kiel en een verbreed uiteinde van het zijuitsteeksel.

##### Voorste ledematen
Het schouderblad is relatief recht en breed. De processus acromialis heeft een tamelijk smalle basis. Het bovenste uiteinde is matig verbreed. De dunne voorrand/bovenrand heeft op de binnenzijde schuine groeven, vermoedelijk voor de aanhechting van de musculus levator scapulae inferoris. De dikkere achterrand tont een lengterichel naast twee troggen. De borstbeenderen zijn tot één sternum versmolten, breder dan lang. Het heeft een kiel met een holle bovenzijde die als een put doorloopt in het hoofdlichaam. Er moeten per zijde twee sternale ribben geweest zijn waarbij het facet voor de eerste verder zijwaarts uitsteekt.
In de hand is het eerste middenhandsbeen relatief kort. De eerste vinger is tamelijk smal en staat sterk af van het vlak van de hand. Het tweede middenhandsbeen is het grootste element van de middenhand. Het derde middenhandsbeen is slechts iets korter maar slechts half zo dik. Mogelijkerwijs is een kort, 43% van het tweede middenhandsbeen in lengte, rudimentair vierde middenhandsbeen aangetroffen dat geen vinger droeg. De vingers schijnen vrij lang te zijn geweest. Het eerste kootje van de eerste vinger heeft een geschatte lengte van ruim tien centimeter. Ook het tweede kootje van de tweede vinger is lang met zevenentachtig millimeter. De tweede handklauw heeft een normale vorm en kromming maar is kort relatief tot het tweede middenhandsbeen. Het eerste kootje van de derde vinger is achtendertig millimeter lang. De onderste gewrichtsknobbels zijn zodanig gewrongen dat de rest van de vinger naar buiten gedraaid moet zijn geweest. Deze knobbels hebben geen kapselputjes.

##### Achterste ledematen

###### Bekken
In het bekken is het darmbeen groot en plaatvormig. Het voorblad is vrij hoog en het achterblad loopt niet sterk taps toe. De hoogte van het element bedraagt 36% van de lengte. Het verruwde facet van het aanhangsel voor het schaambeen is langer dan overdwars breed. Het heupgewricht heeft een diameter van eenentwintig centimeter. Er is een brede antitrochanter. De inkeping tussen voorblad en het aanhangsel voor het schaambeen staat relatief breed open. Het voorblad heeft een eenvoudige smalle onderrand. Het achterblad is recht afgeschuind. De inkeping in de onderrand van het achterblad, voor de aanhechting van de musculus caudofemoralis brevis, heeft een breedte overdwars van negen centimeter. Dat is een afgeleid kenmerk: bij meer basale vormen is deze trog breder.
Het schaambeen is zeventig centimeter lang. Het hoofdlichaam wordt doorboord door een groot foramen obturatum met een diameter van 135 millimeter dat naar beneden opent in de onderrand. De schacht is van voor naar achter afgeplat tot vijfentwintig millimeter bij een breedte overdwars van zes centimeter. De schachten lopen naar binnen uit in dunne beenplaten die versmolten zijn tot een gezamenlijke symfyse. Die beenschort wordt achteraan onderaan doorbroken door een verticale spleet net boven de "voeten" die op zich weer wel vergroeid zijn. De voet steekt vooral naar achter uit zodat een L-vormig profiel ontstaat in zijaanzicht. De voet is relatief klein. Boven de voet is de schacht verdikt tot een zijrichel.
Het zitbeen is vijfenzestig centimeter lang. Het is met een minimale diameter van vier centimeter dikker in de rechte schacht dan het schaambeen. De "voeten" van de gepaarde zitbeenderen zijn vergroeid. Het bekkenkanaal heeft een diameter van slechts tien centimeter. Op de voorrand bevindt zich een goed ontwikkelde processus obturatorius, een uitsteeksel voor de aanhechting van de musculus puboischiofemoralis externus. Onder het raakvlak met het schaambeen bevindt zich een dunne beenplaat. Die werd door Currie gezien als het restant van een richel die bij meer basale theropoden een foramen afsluit in een plaat die dezelfde functie als het latere uitsteeksel zou hebben vervuld. Op de achterkant van de schacht loopt en kam met een licht hole buitenzijde, vermoedelijk dienend voor een adductorspier die de achterpoot naar binnen trok. Lager verbreedt de schacht zich naar voren en beneden tot een diepte van dertien centimeter.

###### Achterpoot
Het dijbeen is 876 millimeter lang. Bovenaan is het 207 millimeter breed en onderaan 195 millimeter. De licht gebogen schacht is van voor naar achter acht centimeter breed en overdwars zevenennegentig millimeter. De nek is lang maar past binnen de combinatie van heupgewricht en antitrochanter. De nek is onder een hoek van 45° schuin naar voren en binnen gericht zodat het dijbeen bij een voorwaartse beweging ook naar buiten zwenkte om de buikholte niet te raken. Het bekken als geheel draaide volgens Currie dan ook naar buiten maar in de richting van de tegenovergelegen achterpoot zodat het evenwicht bewaard bleef. De binnenkant van de kop is afgeplat maar toont een richel langs een groeve langs de achterrand. De hoge trochanter minor is groot en plaatvormig, van de schacht gescheiden door een diepe kloof, een afgeleid kenmerk. Een aderkanaal doorboort de schacht schuin voor en boven de basis van deze beenstijl. De vierde trochanter is een opvallende kam boven het midden van de schacht. De binnenzijde daarvan is hol voor de aanhechting van de musculus caudofemoralis longus, de belangrijkste retractorspier. Meer naar beneden bevindt zich en scherpe kam op de voorste binnenhoek voor de musculus femorotibialis externus. De buitenste onderste gewrichtsknobbel heeft een nauwe verheffing waarvan de buitenrand het kuitbeen raakte. De groeve tussen de onderste gewrichtsknobbels is diep en toont een lengterichel, vermoedelijk voor de verankering van een voorste gewrichtskapsel.
Het scheenbeen is links 769 millimeter lang en rechts 776 millimeter dus met ongeveer 88% van de lengte van het dijbeen. Bovenaan is het twintig centimeter breed en onderaan 195 millimeter. De minimale diameter van voor naar achter is vijfenzestig millimeter en op dat punt is de schacht vierennegentig millimeter breed overdwars. De omtrek is in het midden vijfentwintig centimeter dus ongeveer een derde van de lengte wat het element relatief lichtgebouwd maakt, een afgeleid kenmerk. Het bovenvlak is niet scherp van achteren ingesneden. De binnenste lob is hoger dan de buitenste. De buitenste lob loopt naar beneden door als een raakvlak met het kuitbeen. Tussen dat vlak en de crista cnemialis bevindt zich een diepe en gladde incisura tibialis. De kam van de crista cnemialis is krachtig ontwikkeld. DE kam heeft een groeve op de vorste binnenzijde voor de aanhechting van de musculus femorotibialis en vermoedelijk was de musculus iliotibialis aan de top ervan verbonden. Beide spieren strekten het onderbeen. Een opvallende crista filbularis loopt over de buitenzijde van de schacht naar beneden, welke kam diende als aanhechting voor de kapsels die het scheenbeen met het kuitbeen verbonden. De voorzijde van de schacht is afgeplat, de andere zijden gelijkmatig afgerond. Aan de voorste onderzijde is het raakvlak voor het contact met de opgaande tak van het sprongbeen relatief kort, slechts 12% van de schachthoogte beslaand. Het onderste uiteinde is afgevlakt voor het contact met het sprongbeen, hielbeen en onderste kuitbeen. Dit gedeelte is relatief dun van voor naar achter gemeten. Voor een verdere verbinding met het sprongbeen bevindt zich een groeve overdwars die zich naar binnen om de achterkant heen wikkelt, eindigend in een diepe put.
Het kuitbeen heeft links een lengte van 697 millimeter, rechts van 729 millimeter. Bovenaan is het 129 millimeter breed van voor naar achter, onderaan 77,5 millimeter. Ertussen heeft de schacht een minimumdiameter overdwars van tweeëndertig millimeter. De verhouding van negen tussen de lengte en onderste breedte wijst op een relatief lichte bouw, zelfs met Allosaurus vergeleken. De binnenste voorzijde is verdikt en verruwd voor het contact met de crista fibularis. Er was slechts een nauw schuin foramen inteosseum distale als een tunnel tussen beide beenderen. De onderzijde van het kuitbeen drukte nauw tegen het scheenbeen aan. De achterzijde heeft hier een plat raakvlak met het scheenbeen. Het ondervlak paste in een komvormige uitsparing in sprongbeen en hielbeen. De binnenrand van het ondervlak is scherp, strak scheenbeen en sprongbeen rakend.
Het sprongbeen heeft een ingewikkeld gevormde verbinding met het naastliggende hielbeen. De zijrand heeft vooraan een matig grote inkeping waar een uitsteeksel van het hielbeen in past. De twee botten zijn niet vergroeid maar konden vermoedelijk nauwelijks ten opzichte van elkaar bewegen. Het sprongbeen bedekt de onderzijde van het hielbeen dat er via een diepe nauwe trog overdwars insteekt. Aan de binnenzijde van de achterrand van het sprongbeen steekt een vijfendertig millimeter hoog uitsteeksel omhoog en in een diepe uitholling in het ondervlak van het hielbeen, beide elementen hecht verankerend. Er is ook een vlak voor het contact met het kuitbeen in de vorm van een ondiepe maar uitzonderlijk grote uitholling aan de voorste buitenzijde van de opgaande tak. Die laatste is vier centimeter hoog maar reikt, de trog meegerekend, tot negen centimeter over het voorvlak van het scheenbeen. De tak is in vooraanzicht relatief klein, slechts een derde van de hoogte van het sprongbeen uitmakend, een basaal kenmerk. De tak is asymmetrisch, hoog aan de buitenzijde en taps toelopend van de binnenzijde uit. De achterzijde van de tak heeft een verticale groeve. Onderaan heft het sprongbeen knobbels als bijdrage aan het enkelgewricht. De basis van de tak vormt een uitholling op het voorvlak van het gewricht en begrenst een horizontale groeve overdwars over de knobbels.
Het hielbeen is relatief klein, met 45 millimeter gelijk aan 29% van de grootste breedte van het sprongbeen, 155 millimeter. De maximale lengte van voor naar achter is drieëntachtig millimeter, de hoogte zeven centimeter. Het loopt naar voren taps toe, samen met het sprongbeen het ondervlak van het kuitbeen bedekkend. Deze punt is onderaan breder dan bovenaan. Twee derden ervan raakt het kuitbeen, een derde het scheenbeen met ertussen een opvallende schuine richel die naar buiten en achteren loopt. Het vlak dat het kuitbeen raakt, is een diepe kom met een hoog opstaande buitenrand. Het contact met het sprongbeen is matig golvend, met op de binnenzijde een beentong tussen twee putten.
Volgens Currie had Sinraptor per voet twee onderste enkelbeenderen in de vorm van kleine beenschijven. Het derde en vierde tarsale van de rechtervoet en het vierde tarsale van de linkervoet zouden teruggevonden zijn, zij het niet in verband. Het derde tarsale is relatief langwerpig van voor naar achter. Het is zesenzeventig millimeter lang schuin van achteren en binnen naar voren en buiten gemeten. Het bedekte ongeveer de achterste helft van het bovenvlak van het derde middenvoetsbeen. De buitenrand is in bovenaanzicht hol gekromd. De buitenste onderrand vormt een uitholling waar de binnenrand van het vierde tarsale in past. Ook de binnenrand heeft een holte die vermoedelijk de achterste buitenrand van het bovenvlak van het tweede middenvoetsbeen overlapte. Het vierde tarsale is achtenzeventig millimeter lang en negenenzestig millimeter breed overdwars. De grootste dikte ligt buiten achteraan met vijfentwintig millimeter. De voorste binnenhoek die tussen het sprongbeen en het vierde middenvoetsbeen paste, is eenentwintig millimeter dik, de voorste buitenhoek zestien millimeter. De hoofdfunctie van het vierde tarsale was het scheiden van het hielbeen en het vierde middenvoetsbeen. Een stukje van de voorste binnenrand moet de voorste buitenrand van het bovenvlak van het derde middenvoetsbeen geraakt hebben. Het steekt buiten de achterrand van het bovenvlak van het vierde middenvoetsbeen uit. Een ruwe zone aan de achterste buitenhoek kan het bovenvlak van het vijfde middenvoetsbeen geraakt hebben.
Het eerste middenvoetsbeen, waarvan Currie aannam dat de bovenzijde bij de meeste theropoden gereduceerd was, heeft een lengte van niet minder dan negen centimeter. Het eerste middenvoetsbeen raakte de achterste binnenzijde van het tweede middenvoetsbeen, zo'n tien centimeter boven het onderste uiteinde daarvan. Het raakvlak is langwerpig en bol en zou een zekere onderlinge beweeglijkheid hebben toegestaan. De schacht stond onder een hoek van 30° van het tweede middenvoetsbeen af. Een verdikte voorrand van het onderste gewrichtsvlak zou toegestaan hebben de eerste teen in een horizontale positie te heffen. Een buiging zou echter slechts mogelijk gewest zijn totdat teen en metatarsale op één lijn stonden. Het holle bovenvlak van het eerste kootje van de eerste teen heft en driehoekig profiel. Dat stond toe de teen meer heen en weer te bewegen of rond de as te draaien dan bij de scharniergewrichten van de andere tenen. Het bovenvlak maakt naar binnen toe een hoek van 15° met de schacht wat de teen onder een hoek van 30° zou doen afstaan van de schacht van het eerste middenvoetsbeen. Hierdoor zou bij het heffen van de teen de binnenzijde naar boven gedraaid zijn en de buitenzijde naar onderen.
De tweede, derde en vierde middenvoetsbeenderen, die samen het gewicht droegen, zijn relatief lichtgebouwd. De middenvoet is tamelijk langwerpig. Het derde middenvoetsbeen heeft met eenenveertig centimeter 47% van de lengte van het dijbeen, een hoge ratio die volgens Currie een aanpassing kon zijn aan een rennende levenswijze maar wellicht ook slechts de jonge leeftijd van het holotype weerspiegelde. Het tweede middenvoetsbeen is zesendertig centimeter lang, het vierde 375 millimeter. Het derde middenvoetsbeen is bovenaan dun maar daar vooraan dikker dan achteraan, wellicht een synapomorfie van de Tetanurae. Het derde metatarsale heeft diepe kapselputten op de onderste zijkanten. De onderste gewrichtsknobbels zijn echter niet zeer duidelijk gescheiden. De middenvoetsbeenderen hebben golvende raakvlakken met elkaar. Het bovenvlak van het vierde middenvoetsbeen vormt een langwerpige driehoek. De achterste buitenrand is hol gekromd. De platte achterzijde wordt geraakt door het vijfde middenvoetsbeen over een hoogte van zes centimeter waarna de elementen naar beneden toe over een lengte van vijfentachtig millimeter gescheiden zijn om elkaar uiteindelijk weer te raken op de achterste buitenhoek van het vierde metatarsale, de crista plantaris lateralis. Nog verder toont de schacht van het vierde middenvoetsbeen een vijfentwintig millimeter brede en tien centimeter lange ruwe uitholling waar de musculus lumbricalis aangehecht was, de spier die de derde en vierde teen boog. Het vijfde middenvoetsbeen is vijfenzestig millimeter lang, dus met een zesde van de lengte van de middenvoet als geheel, en loopt naar onderen taps toe in een geleidelijke buiging naar buiten. Het bovenvlak is driehoek. De binnenzijde is afgevlakt bovenaan en na en hiaat onderaan het vierde middenvoetsbeen rakend. Het achterste buitendeel van de schacht is bovenaan plat en meer onderaan bol in dwarsdoorsnede. De bolling maakt een scherpe knik met de platte bovenste binnenhoek. Deze laatste richel is boven plat maar loopt naar onderen breed en ruw uit in een brede trog. De gladde achterste wand van de trog loopt over in de achterwand van het vierde middenvoetsbeen, samen daarmee een holte vormen voor de pezen van de musculus gastrocnemicus en de musculus flexor digitorum longus, spieren die de tenen bogen.
Links en rechts samen zijn alle teenkootjes bekend met uitzondering van het vierde van de vierde teen. De derde teen is het langst met 90% van de lengte van de middenvoet en 43 % van de lengte van het dijbeen. Bij alle tenen zijn de eerste kootjes het langwerpigst. Bij de meeste kootjes, met uitzondering van de klauwen en het eerste kootje van de eerste teen en het tweede kootje van de tweede teen, is de voorkant/bovenkant bovenaan wat uitgehold, net onder het gewrichtsvlak. Bij de derde teen zijn de groeven voor de gewrichtskapsels aan beide zijden even diep. Bij de tweede teen echter zijn ze op de buitenzijde van het eerst een tweede kootje veel dieper terwijl ze bij de bekende kootjes van de vierde teen aan die zijde juist ondiep zijn. Bij de voorlaatste kootjes liggen de groeven relatief dicht bij het onderste gewrichtsvlak. De aanhechtingspunten van de bovenste kapsels alsmede voor de pees van de musculus digitalis brevis vormen ruwe vlakjes aan de zijden van elk kootje, nabij het bovenste gewrichtsvlak. Bij de linkervoet lijkt het onderste gewrichtsvlak van het derde kootje van de derde teen een afwijking te vertonen: de binnenste gewrichtsknobbel is verwrongen en veel korter dan de buitenste. Dat zou het onderste uiteinde van die teen naar binnen gewrongen hebben. De voetklauwen zijn breed en afgerond in dwarsdoorsnede. Op de onderkant hebben ze een aanhechtingspunt voor de musculus flexor digitorum longus, op de bovenkant voor de musculus extensor digitorum longus.

## Fylogenie
In 1994 werd Sinraptor in een eigen Sinraptoridae geplaatst. Latere studies gaven vaak een plaatsing in de Metriacanthosauridae, soms als zustersoort van Siamotyrannus. Het een sluit het ander niet strikt uit en mocht Metriacanthosaurus binnen de definitie van de Sinraptoridae vallen dan heeft Metriacanthosauridae zelfs prioriteit als familienaam.
Een mogelijke positie van Sinraptor in de evolutionaire stamboom toont het volgende kladogram.
|  | Lourinhanosaurus      |
|  |                       |
|  | overige Coelurosauria |
|  |                       |

|                     | Allosauridae                                                             |
|                     |                                                                          |
| Carcharodontosauria | \| \| Neovenatoridae \| \| \| \| \| \| Carcharodontosauridae \| \| \| \| |
|                     | \| \| Neovenatoridae \| \| \| \| \| \| Carcharodontosauridae \| \| \| \| |
|                     | Neovenatoridae                                                           |
|                     |                                                                          |
|                     | Carcharodontosauridae                                                    |
|                     |                                                                          |

|  | Neovenatoridae        |
|  |                       |
|  | Carcharodontosauridae |
|  |                       |

|                  | Y. zigongensis                                                   |
|                  |                                                                  |
| Y. shangyouensis | \| \| CV 00214 \| \| \| \| \| \| CV 00215 & CV 00216 \| \| \| \| |
|                  | \| \| CV 00214 \| \| \| \| \| \| CV 00215 & CV 00216 \| \| \| \| |
|                  | CV 00214                                                         |
|                  |                                                                  |
|                  | CV 00215 & CV 00216                                              |
|                  |                                                                  |

|  | CV 00214            |
|  |                     |
|  | CV 00215 & CV 00216 |
|  |                     |

|  | "Sinraptor" hepingensis                                           |
|  |                                                                   |
|  | \| \| Sinraptor dongi \| \| \| \| \| \| Siamotyrannus \| \| \| \| |
|  |                                                                   |
|  | Sinraptor dongi                                                   |
|  |                                                                   |
|  | Siamotyrannus                                                     |
|  |                                                                   |

|  | Sinraptor dongi |
|  |                 |
|  | Siamotyrannus   |
|  |                 |

|  | "Sinraptor" hepingensis                                           |
|  |                                                                   |
|  | \| \| Sinraptor dongi \| \| \| \| \| \| Siamotyrannus \| \| \| \| |
|  |                                                                   |
|  | Sinraptor dongi                                                   |
|  |                                                                   |
|  | Siamotyrannus                                                     |
|  |                                                                   |

|  | Sinraptor dongi |
|  |                 |
|  | Siamotyrannus   |
|  |                 |

|  | "Sinraptor" hepingensis                                           |
|  |                                                                   |
|  | \| \| Sinraptor dongi \| \| \| \| \| \| Siamotyrannus \| \| \| \| |
|  |                                                                   |
|  | Sinraptor dongi                                                   |
|  |                                                                   |
|  | Siamotyrannus                                                     |
|  |                                                                   |

|  | Sinraptor dongi |
|  |                 |
|  | Siamotyrannus   |
|  |                 |

|  | "Sinraptor" hepingensis                                           |
|  |                                                                   |
|  | \| \| Sinraptor dongi \| \| \| \| \| \| Siamotyrannus \| \| \| \| |
|  |                                                                   |
|  | Sinraptor dongi                                                   |
|  |                                                                   |
|  | Siamotyrannus                                                     |
|  |                                                                   |

|  | Sinraptor dongi |
|  |                 |
|  | Siamotyrannus   |
|  |                 |

|                  | Y. zigongensis                                                   |
|                  |                                                                  |
| Y. shangyouensis | \| \| CV 00214 \| \| \| \| \| \| CV 00215 & CV 00216 \| \| \| \| |
|                  | \| \| CV 00214 \| \| \| \| \| \| CV 00215 & CV 00216 \| \| \| \| |
|                  | CV 00214                                                         |
|                  |                                                                  |
|                  | CV 00215 & CV 00216                                              |
|                  |                                                                  |

|  | CV 00214            |
|  |                     |
|  | CV 00215 & CV 00216 |
|  |                     |

|  | "Sinraptor" hepingensis                                           |
|  |                                                                   |
|  | \| \| Sinraptor dongi \| \| \| \| \| \| Siamotyrannus \| \| \| \| |
|  |                                                                   |
|  | Sinraptor dongi                                                   |
|  |                                                                   |
|  | Siamotyrannus                                                     |
|  |                                                                   |

|  | Sinraptor dongi |
|  |                 |
|  | Siamotyrannus   |
|  |                 |

|  | "Sinraptor" hepingensis                                           |
|  |                                                                   |
|  | \| \| Sinraptor dongi \| \| \| \| \| \| Siamotyrannus \| \| \| \| |
|  |                                                                   |
|  | Sinraptor dongi                                                   |
|  |                                                                   |
|  | Siamotyrannus                                                     |
|  |                                                                   |

|  | Sinraptor dongi |
|  |                 |
|  | Siamotyrannus   |
|  |                 |

|  | "Sinraptor" hepingensis                                           |
|  |                                                                   |
|  | \| \| Sinraptor dongi \| \| \| \| \| \| Siamotyrannus \| \| \| \| |
|  |                                                                   |
|  | Sinraptor dongi                                                   |
|  |                                                                   |
|  | Siamotyrannus                                                     |
|  |                                                                   |

|  | Sinraptor dongi |
|  |                 |
|  | Siamotyrannus   |
|  |                 |

|  | "Sinraptor" hepingensis                                           |
|  |                                                                   |
|  | \| \| Sinraptor dongi \| \| \| \| \| \| Siamotyrannus \| \| \| \| |
|  |                                                                   |
|  | Sinraptor dongi                                                   |
|  |                                                                   |
|  | Siamotyrannus                                                     |
|  |                                                                   |

|  | Sinraptor dongi |
|  |                 |
|  | Siamotyrannus   |
|  |                 |

|                     | Allosauridae                                                             |
|                     |                                                                          |
| Carcharodontosauria | \| \| Neovenatoridae \| \| \| \| \| \| Carcharodontosauridae \| \| \| \| |
|                     | \| \| Neovenatoridae \| \| \| \| \| \| Carcharodontosauridae \| \| \| \| |
|                     | Neovenatoridae                                                           |
|                     |                                                                          |
|                     | Carcharodontosauridae                                                    |
|                     |                                                                          |

|  | Neovenatoridae        |
|  |                       |
|  | Carcharodontosauridae |
|  |                       |

|                  | Y. zigongensis                                                   |
|                  |                                                                  |
| Y. shangyouensis | \| \| CV 00214 \| \| \| \| \| \| CV 00215 & CV 00216 \| \| \| \| |
|                  | \| \| CV 00214 \| \| \| \| \| \| CV 00215 & CV 00216 \| \| \| \| |
|                  | CV 00214                                                         |
|                  |                                                                  |
|                  | CV 00215 & CV 00216                                              |
|                  |                                                                  |

|  | CV 00214            |
|  |                     |
|  | CV 00215 & CV 00216 |
|  |                     |

|  | "Sinraptor" hepingensis                                           |
|  |                                                                   |
|  | \| \| Sinraptor dongi \| \| \| \| \| \| Siamotyrannus \| \| \| \| |
|  |                                                                   |
|  | Sinraptor dongi                                                   |
|  |                                                                   |
|  | Siamotyrannus                                                     |
|  |                                                                   |

|  | Sinraptor dongi |
|  |                 |
|  | Siamotyrannus   |
|  |                 |

|  | "Sinraptor" hepingensis                                           |
|  |                                                                   |
|  | \| \| Sinraptor dongi \| \| \| \| \| \| Siamotyrannus \| \| \| \| |
|  |                                                                   |
|  | Sinraptor dongi                                                   |
|  |                                                                   |
|  | Siamotyrannus                                                     |
|  |                                                                   |

|  | Sinraptor dongi |
|  |                 |
|  | Siamotyrannus   |
|  |                 |

|  | "Sinraptor" hepingensis                                           |
|  |                                                                   |
|  | \| \| Sinraptor dongi \| \| \| \| \| \| Siamotyrannus \| \| \| \| |
|  |                                                                   |
|  | Sinraptor dongi                                                   |
|  |                                                                   |
|  | Siamotyrannus                                                     |
|  |                                                                   |

|  | Sinraptor dongi |
|  |                 |
|  | Siamotyrannus   |
|  |                 |

|  | "Sinraptor" hepingensis                                           |
|  |                                                                   |
|  | \| \| Sinraptor dongi \| \| \| \| \| \| Siamotyrannus \| \| \| \| |
|  |                                                                   |
|  | Sinraptor dongi                                                   |
|  |                                                                   |
|  | Siamotyrannus                                                     |
|  |                                                                   |

|  | Sinraptor dongi |
|  |                 |
|  | Siamotyrannus   |
|  |                 |

|                  | Y. zigongensis                                                   |
|                  |                                                                  |
| Y. shangyouensis | \| \| CV 00214 \| \| \| \| \| \| CV 00215 & CV 00216 \| \| \| \| |
|                  | \| \| CV 00214 \| \| \| \| \| \| CV 00215 & CV 00216 \| \| \| \| |
|                  | CV 00214                                                         |
|                  |                                                                  |
|                  | CV 00215 & CV 00216                                              |
|                  |                                                                  |

|  | CV 00214            |
|  |                     |
|  | CV 00215 & CV 00216 |
|  |                     |

|  | "Sinraptor" hepingensis                                           |
|  |                                                                   |
|  | \| \| Sinraptor dongi \| \| \| \| \| \| Siamotyrannus \| \| \| \| |
|  |                                                                   |
|  | Sinraptor dongi                                                   |
|  |                                                                   |
|  | Siamotyrannus                                                     |
|  |                                                                   |

|  | Sinraptor dongi |
|  |                 |
|  | Siamotyrannus   |
|  |                 |

|  | "Sinraptor" hepingensis                                           |
|  |                                                                   |
|  | \| \| Sinraptor dongi \| \| \| \| \| \| Siamotyrannus \| \| \| \| |
|  |                                                                   |
|  | Sinraptor dongi                                                   |
|  |                                                                   |
|  | Siamotyrannus                                                     |
|  |                                                                   |

|  | Sinraptor dongi |
|  |                 |
|  | Siamotyrannus   |
|  |                 |

|  | "Sinraptor" hepingensis                                           |
|  |                                                                   |
|  | \| \| Sinraptor dongi \| \| \| \| \| \| Siamotyrannus \| \| \| \| |
|  |                                                                   |
|  | Sinraptor dongi                                                   |
|  |                                                                   |
|  | Siamotyrannus                                                     |
|  |                                                                   |

|  | Sinraptor dongi |
|  |                 |
|  | Siamotyrannus   |
|  |                 |

|  | "Sinraptor" hepingensis                                           |
|  |                                                                   |
|  | \| \| Sinraptor dongi \| \| \| \| \| \| Siamotyrannus \| \| \| \| |
|  |                                                                   |
|  | Sinraptor dongi                                                   |
|  |                                                                   |
|  | Siamotyrannus                                                     |
|  |                                                                   |

|  | Sinraptor dongi |
|  |                 |
|  | Siamotyrannus   |
|  |                 |

|  | Lourinhanosaurus      |
|  |                       |
|  | overige Coelurosauria |
|  |                       |

|                     | Allosauridae                                                             |
|                     |                                                                          |
| Carcharodontosauria | \| \| Neovenatoridae \| \| \| \| \| \| Carcharodontosauridae \| \| \| \| |
|                     | \| \| Neovenatoridae \| \| \| \| \| \| Carcharodontosauridae \| \| \| \| |
|                     | Neovenatoridae                                                           |
|                     |                                                                          |
|                     | Carcharodontosauridae                                                    |
|                     |                                                                          |

|  | Neovenatoridae        |
|  |                       |
|  | Carcharodontosauridae |
|  |                       |

|                  | Y. zigongensis                                                   |
|                  |                                                                  |
| Y. shangyouensis | \| \| CV 00214 \| \| \| \| \| \| CV 00215 & CV 00216 \| \| \| \| |
|                  | \| \| CV 00214 \| \| \| \| \| \| CV 00215 & CV 00216 \| \| \| \| |
|                  | CV 00214                                                         |
|                  |                                                                  |
|                  | CV 00215 & CV 00216                                              |
|                  |                                                                  |

|  | CV 00214            |
|  |                     |
|  | CV 00215 & CV 00216 |
|  |                     |

|  | "Sinraptor" hepingensis                                           |
|  |                                                                   |
|  | \| \| Sinraptor dongi \| \| \| \| \| \| Siamotyrannus \| \| \| \| |
|  |                                                                   |
|  | Sinraptor dongi                                                   |
|  |                                                                   |
|  | Siamotyrannus                                                     |
|  |                                                                   |

|  | Sinraptor dongi |
|  |                 |
|  | Siamotyrannus   |
|  |                 |

|  | "Sinraptor" hepingensis                                           |
|  |                                                                   |
|  | \| \| Sinraptor dongi \| \| \| \| \| \| Siamotyrannus \| \| \| \| |
|  |                                                                   |
|  | Sinraptor dongi                                                   |
|  |                                                                   |
|  | Siamotyrannus                                                     |
|  |                                                                   |

|  | Sinraptor dongi |
|  |                 |
|  | Siamotyrannus   |
|  |                 |

|  | "Sinraptor" hepingensis                                           |
|  |                                                                   |
|  | \| \| Sinraptor dongi \| \| \| \| \| \| Siamotyrannus \| \| \| \| |
|  |                                                                   |
|  | Sinraptor dongi                                                   |
|  |                                                                   |
|  | Siamotyrannus                                                     |
|  |                                                                   |

|  | Sinraptor dongi |
|  |                 |
|  | Siamotyrannus   |
|  |                 |

|  | "Sinraptor" hepingensis                                           |
|  |                                                                   |
|  | \| \| Sinraptor dongi \| \| \| \| \| \| Siamotyrannus \| \| \| \| |
|  |                                                                   |
|  | Sinraptor dongi                                                   |
|  |                                                                   |
|  | Siamotyrannus                                                     |
|  |                                                                   |

|  | Sinraptor dongi |
|  |                 |
|  | Siamotyrannus   |
|  |                 |

|                  | Y. zigongensis                                                   |
|                  |                                                                  |
| Y. shangyouensis | \| \| CV 00214 \| \| \| \| \| \| CV 00215 & CV 00216 \| \| \| \| |
|                  | \| \| CV 00214 \| \| \| \| \| \| CV 00215 & CV 00216 \| \| \| \| |
|                  | CV 00214                                                         |
|                  |                                                                  |
|                  | CV 00215 & CV 00216                                              |
|                  |                                                                  |

|  | CV 00214            |
|  |                     |
|  | CV 00215 & CV 00216 |
|  |                     |

|  | "Sinraptor" hepingensis                                           |
|  |                                                                   |
|  | \| \| Sinraptor dongi \| \| \| \| \| \| Siamotyrannus \| \| \| \| |
|  |                                                                   |
|  | Sinraptor dongi                                                   |
|  |                                                                   |
|  | Siamotyrannus                                                     |
|  |                                                                   |

|  | Sinraptor dongi |
|  |                 |
|  | Siamotyrannus   |
|  |                 |

|  | "Sinraptor" hepingensis                                           |
|  |                                                                   |
|  | \| \| Sinraptor dongi \| \| \| \| \| \| Siamotyrannus \| \| \| \| |
|  |                                                                   |
|  | Sinraptor dongi                                                   |
|  |                                                                   |
|  | Siamotyrannus                                                     |
|  |                                                                   |

|  | Sinraptor dongi |
|  |                 |
|  | Siamotyrannus   |
|  |                 |

|  | "Sinraptor" hepingensis                                           |
|  |                                                                   |
|  | \| \| Sinraptor dongi \| \| \| \| \| \| Siamotyrannus \| \| \| \| |
|  |                                                                   |
|  | Sinraptor dongi                                                   |
|  |                                                                   |
|  | Siamotyrannus                                                     |
|  |                                                                   |

|  | Sinraptor dongi |
|  |                 |
|  | Siamotyrannus   |
|  |                 |

|  | "Sinraptor" hepingensis                                           |
|  |                                                                   |
|  | \| \| Sinraptor dongi \| \| \| \| \| \| Siamotyrannus \| \| \| \| |
|  |                                                                   |
|  | Sinraptor dongi                                                   |
|  |                                                                   |
|  | Siamotyrannus                                                     |
|  |                                                                   |

|  | Sinraptor dongi |
|  |                 |
|  | Siamotyrannus   |
|  |                 |

|                     | Allosauridae                                                             |
|                     |                                                                          |
| Carcharodontosauria | \| \| Neovenatoridae \| \| \| \| \| \| Carcharodontosauridae \| \| \| \| |
|                     | \| \| Neovenatoridae \| \| \| \| \| \| Carcharodontosauridae \| \| \| \| |
|                     | Neovenatoridae                                                           |
|                     |                                                                          |
|                     | Carcharodontosauridae                                                    |
|                     |                                                                          |

|  | Neovenatoridae        |
|  |                       |
|  | Carcharodontosauridae |
|  |                       |

|                  | Y. zigongensis                                                   |
|                  |                                                                  |
| Y. shangyouensis | \| \| CV 00214 \| \| \| \| \| \| CV 00215 & CV 00216 \| \| \| \| |
|                  | \| \| CV 00214 \| \| \| \| \| \| CV 00215 & CV 00216 \| \| \| \| |
|                  | CV 00214                                                         |
|                  |                                                                  |
|                  | CV 00215 & CV 00216                                              |
|                  |                                                                  |

|  | CV 00214            |
|  |                     |
|  | CV 00215 & CV 00216 |
|  |                     |

|  | "Sinraptor" hepingensis                                           |
|  |                                                                   |
|  | \| \| Sinraptor dongi \| \| \| \| \| \| Siamotyrannus \| \| \| \| |
|  |                                                                   |
|  | Sinraptor dongi                                                   |
|  |                                                                   |
|  | Siamotyrannus                                                     |
|  |                                                                   |

|  | Sinraptor dongi |
|  |                 |
|  | Siamotyrannus   |
|  |                 |

|  | "Sinraptor" hepingensis                                           |
|  |                                                                   |
|  | \| \| Sinraptor dongi \| \| \| \| \| \| Siamotyrannus \| \| \| \| |
|  |                                                                   |
|  | Sinraptor dongi                                                   |
|  |                                                                   |
|  | Siamotyrannus                                                     |
|  |                                                                   |

|  | Sinraptor dongi |
|  |                 |
|  | Siamotyrannus   |
|  |                 |

|  | "Sinraptor" hepingensis                                           |
|  |                                                                   |
|  | \| \| Sinraptor dongi \| \| \| \| \| \| Siamotyrannus \| \| \| \| |
|  |                                                                   |
|  | Sinraptor dongi                                                   |
|  |                                                                   |
|  | Siamotyrannus                                                     |
|  |                                                                   |

|  | Sinraptor dongi |
|  |                 |
|  | Siamotyrannus   |
|  |                 |

|  | "Sinraptor" hepingensis                                           |
|  |                                                                   |
|  | \| \| Sinraptor dongi \| \| \| \| \| \| Siamotyrannus \| \| \| \| |
|  |                                                                   |
|  | Sinraptor dongi                                                   |
|  |                                                                   |
|  | Siamotyrannus                                                     |
|  |                                                                   |

|  | Sinraptor dongi |
|  |                 |
|  | Siamotyrannus   |
|  |                 |

|                  | Y. zigongensis                                                   |
|                  |                                                                  |
| Y. shangyouensis | \| \| CV 00214 \| \| \| \| \| \| CV 00215 & CV 00216 \| \| \| \| |
|                  | \| \| CV 00214 \| \| \| \| \| \| CV 00215 & CV 00216 \| \| \| \| |
|                  | CV 00214                                                         |
|                  |                                                                  |
|                  | CV 00215 & CV 00216                                              |
|                  |                                                                  |

|  | CV 00214            |
|  |                     |
|  | CV 00215 & CV 00216 |
|  |                     |

|  | "Sinraptor" hepingensis                                           |
|  |                                                                   |
|  | \| \| Sinraptor dongi \| \| \| \| \| \| Siamotyrannus \| \| \| \| |
|  |                                                                   |
|  | Sinraptor dongi                                                   |
|  |                                                                   |
|  | Siamotyrannus                                                     |
|  |                                                                   |

|  | Sinraptor dongi |
|  |                 |
|  | Siamotyrannus   |
|  |                 |

|  | "Sinraptor" hepingensis                                           |
|  |                                                                   |
|  | \| \| Sinraptor dongi \| \| \| \| \| \| Siamotyrannus \| \| \| \| |
|  |                                                                   |
|  | Sinraptor dongi                                                   |
|  |                                                                   |
|  | Siamotyrannus                                                     |
|  |                                                                   |

|  | Sinraptor dongi |
|  |                 |
|  | Siamotyrannus   |
|  |                 |

|  | "Sinraptor" hepingensis                                           |
|  |                                                                   |
|  | \| \| Sinraptor dongi \| \| \| \| \| \| Siamotyrannus \| \| \| \| |
|  |                                                                   |
|  | Sinraptor dongi                                                   |
|  |                                                                   |
|  | Siamotyrannus                                                     |
|  |                                                                   |

|  | Sinraptor dongi |
|  |                 |
|  | Siamotyrannus   |
|  |                 |

|  | "Sinraptor" hepingensis                                           |
|  |                                                                   |
|  | \| \| Sinraptor dongi \| \| \| \| \| \| Siamotyrannus \| \| \| \| |
|  |                                                                   |
|  | Sinraptor dongi                                                   |
|  |                                                                   |
|  | Siamotyrannus                                                     |
|  |                                                                   |

|  | Sinraptor dongi |
|  |                 |
|  | Siamotyrannus   |
|  |                 |

|  | Lourinhanosaurus      |
|  |                       |
|  | overige Coelurosauria |
|  |                       |

|                     | Allosauridae                                                             |
|                     |                                                                          |
| Carcharodontosauria | \| \| Neovenatoridae \| \| \| \| \| \| Carcharodontosauridae \| \| \| \| |
|                     | \| \| Neovenatoridae \| \| \| \| \| \| Carcharodontosauridae \| \| \| \| |
|                     | Neovenatoridae                                                           |
|                     |                                                                          |
|                     | Carcharodontosauridae                                                    |
|                     |                                                                          |

|  | Neovenatoridae        |
|  |                       |
|  | Carcharodontosauridae |
|  |                       |

|                  | Y. zigongensis                                                   |
|                  |                                                                  |
| Y. shangyouensis | \| \| CV 00214 \| \| \| \| \| \| CV 00215 & CV 00216 \| \| \| \| |
|                  | \| \| CV 00214 \| \| \| \| \| \| CV 00215 & CV 00216 \| \| \| \| |
|                  | CV 00214                                                         |
|                  |                                                                  |
|                  | CV 00215 & CV 00216                                              |
|                  |                                                                  |

|  | CV 00214            |
|  |                     |
|  | CV 00215 & CV 00216 |
|  |                     |

|  | "Sinraptor" hepingensis                                           |
|  |                                                                   |
|  | \| \| Sinraptor dongi \| \| \| \| \| \| Siamotyrannus \| \| \| \| |
|  |                                                                   |
|  | Sinraptor dongi                                                   |
|  |                                                                   |
|  | Siamotyrannus                                                     |
|  |                                                                   |

|  | Sinraptor dongi |
|  |                 |
|  | Siamotyrannus   |
|  |                 |

|  | "Sinraptor" hepingensis                                           |
|  |                                                                   |
|  | \| \| Sinraptor dongi \| \| \| \| \| \| Siamotyrannus \| \| \| \| |
|  |                                                                   |
|  | Sinraptor dongi                                                   |
|  |                                                                   |
|  | Siamotyrannus                                                     |
|  |                                                                   |

|  | Sinraptor dongi |
|  |                 |
|  | Siamotyrannus   |
|  |                 |

|  | "Sinraptor" hepingensis                                           |
|  |                                                                   |
|  | \| \| Sinraptor dongi \| \| \| \| \| \| Siamotyrannus \| \| \| \| |
|  |                                                                   |
|  | Sinraptor dongi                                                   |
|  |                                                                   |
|  | Siamotyrannus                                                     |
|  |                                                                   |

|  | Sinraptor dongi |
|  |                 |
|  | Siamotyrannus   |
|  |                 |

|  | "Sinraptor" hepingensis                                           |
|  |                                                                   |
|  | \| \| Sinraptor dongi \| \| \| \| \| \| Siamotyrannus \| \| \| \| |
|  |                                                                   |
|  | Sinraptor dongi                                                   |
|  |                                                                   |
|  | Siamotyrannus                                                     |
|  |                                                                   |

|  | Sinraptor dongi |
|  |                 |
|  | Siamotyrannus   |
|  |                 |

|                  | Y. zigongensis                                                   |
|                  |                                                                  |
| Y. shangyouensis | \| \| CV 00214 \| \| \| \| \| \| CV 00215 & CV 00216 \| \| \| \| |
|                  | \| \| CV 00214 \| \| \| \| \| \| CV 00215 & CV 00216 \| \| \| \| |
|                  | CV 00214                                                         |
|                  |                                                                  |
|                  | CV 00215 & CV 00216                                              |
|                  |                                                                  |

|  | CV 00214            |
|  |                     |
|  | CV 00215 & CV 00216 |
|  |                     |

|  | "Sinraptor" hepingensis                                           |
|  |                                                                   |
|  | \| \| Sinraptor dongi \| \| \| \| \| \| Siamotyrannus \| \| \| \| |
|  |                                                                   |
|  | Sinraptor dongi                                                   |
|  |                                                                   |
|  | Siamotyrannus                                                     |
|  |                                                                   |

|  | Sinraptor dongi |
|  |                 |
|  | Siamotyrannus   |
|  |                 |

|  | "Sinraptor" hepingensis                                           |
|  |                                                                   |
|  | \| \| Sinraptor dongi \| \| \| \| \| \| Siamotyrannus \| \| \| \| |
|  |                                                                   |
|  | Sinraptor dongi                                                   |
|  |                                                                   |
|  | Siamotyrannus                                                     |
|  |                                                                   |

|  | Sinraptor dongi |
|  |                 |
|  | Siamotyrannus   |
|  |                 |

|  | "Sinraptor" hepingensis                                           |
|  |                                                                   |
|  | \| \| Sinraptor dongi \| \| \| \| \| \| Siamotyrannus \| \| \| \| |
|  |                                                                   |
|  | Sinraptor dongi                                                   |
|  |                                                                   |
|  | Siamotyrannus                                                     |
|  |                                                                   |

|  | Sinraptor dongi |
|  |                 |
|  | Siamotyrannus   |
|  |                 |

|  | "Sinraptor" hepingensis                                           |
|  |                                                                   |
|  | \| \| Sinraptor dongi \| \| \| \| \| \| Siamotyrannus \| \| \| \| |
|  |                                                                   |
|  | Sinraptor dongi                                                   |
|  |                                                                   |
|  | Siamotyrannus                                                     |
|  |                                                                   |

|  | Sinraptor dongi |
|  |                 |
|  | Siamotyrannus   |
|  |                 |

|                     | Allosauridae                                                             |
|                     |                                                                          |
| Carcharodontosauria | \| \| Neovenatoridae \| \| \| \| \| \| Carcharodontosauridae \| \| \| \| |
|                     | \| \| Neovenatoridae \| \| \| \| \| \| Carcharodontosauridae \| \| \| \| |
|                     | Neovenatoridae                                                           |
|                     |                                                                          |
|                     | Carcharodontosauridae                                                    |
|                     |                                                                          |

|  | Neovenatoridae        |
|  |                       |
|  | Carcharodontosauridae |
|  |                       |

|                  | Y. zigongensis                                                   |
|                  |                                                                  |
| Y. shangyouensis | \| \| CV 00214 \| \| \| \| \| \| CV 00215 & CV 00216 \| \| \| \| |
|                  | \| \| CV 00214 \| \| \| \| \| \| CV 00215 & CV 00216 \| \| \| \| |
|                  | CV 00214                                                         |
|                  |                                                                  |
|                  | CV 00215 & CV 00216                                              |
|                  |                                                                  |

|  | CV 00214            |
|  |                     |
|  | CV 00215 & CV 00216 |
|  |                     |

|  | "Sinraptor" hepingensis                                           |
|  |                                                                   |
|  | \| \| Sinraptor dongi \| \| \| \| \| \| Siamotyrannus \| \| \| \| |
|  |                                                                   |
|  | Sinraptor dongi                                                   |
|  |                                                                   |
|  | Siamotyrannus                                                     |
|  |                                                                   |

|  | Sinraptor dongi |
|  |                 |
|  | Siamotyrannus   |
|  |                 |

|  | "Sinraptor" hepingensis                                           |
|  |                                                                   |
|  | \| \| Sinraptor dongi \| \| \| \| \| \| Siamotyrannus \| \| \| \| |
|  |                                                                   |
|  | Sinraptor dongi                                                   |
|  |                                                                   |
|  | Siamotyrannus                                                     |
|  |                                                                   |

|  | Sinraptor dongi |
|  |                 |
|  | Siamotyrannus   |
|  |                 |

|  | "Sinraptor" hepingensis                                           |
|  |                                                                   |
|  | \| \| Sinraptor dongi \| \| \| \| \| \| Siamotyrannus \| \| \| \| |
|  |                                                                   |
|  | Sinraptor dongi                                                   |
|  |                                                                   |
|  | Siamotyrannus                                                     |
|  |                                                                   |

|  | Sinraptor dongi |
|  |                 |
|  | Siamotyrannus   |
|  |                 |

|  | "Sinraptor" hepingensis                                           |
|  |                                                                   |
|  | \| \| Sinraptor dongi \| \| \| \| \| \| Siamotyrannus \| \| \| \| |
|  |                                                                   |
|  | Sinraptor dongi                                                   |
|  |                                                                   |
|  | Siamotyrannus                                                     |
|  |                                                                   |

|  | Sinraptor dongi |
|  |                 |
|  | Siamotyrannus   |
|  |                 |

|                  | Y. zigongensis                                                   |
|                  |                                                                  |
| Y. shangyouensis | \| \| CV 00214 \| \| \| \| \| \| CV 00215 & CV 00216 \| \| \| \| |
|                  | \| \| CV 00214 \| \| \| \| \| \| CV 00215 & CV 00216 \| \| \| \| |
|                  | CV 00214                                                         |
|                  |                                                                  |
|                  | CV 00215 & CV 00216                                              |
|                  |                                                                  |

|  | CV 00214            |
|  |                     |
|  | CV 00215 & CV 00216 |
|  |                     |

|  | "Sinraptor" hepingensis                                           |
|  |                                                                   |
|  | \| \| Sinraptor dongi \| \| \| \| \| \| Siamotyrannus \| \| \| \| |
|  |                                                                   |
|  | Sinraptor dongi                                                   |
|  |                                                                   |
|  | Siamotyrannus                                                     |
|  |                                                                   |

|  | Sinraptor dongi |
|  |                 |
|  | Siamotyrannus   |
|  |                 |

|  | "Sinraptor" hepingensis                                           |
|  |                                                                   |
|  | \| \| Sinraptor dongi \| \| \| \| \| \| Siamotyrannus \| \| \| \| |
|  |                                                                   |
|  | Sinraptor dongi                                                   |
|  |                                                                   |
|  | Siamotyrannus                                                     |
|  |                                                                   |

|  | Sinraptor dongi |
|  |                 |
|  | Siamotyrannus   |
|  |                 |

|  | "Sinraptor" hepingensis                                           |
|  |                                                                   |
|  | \| \| Sinraptor dongi \| \| \| \| \| \| Siamotyrannus \| \| \| \| |
|  |                                                                   |
|  | Sinraptor dongi                                                   |
|  |                                                                   |
|  | Siamotyrannus                                                     |
|  |                                                                   |

|  | Sinraptor dongi |
|  |                 |
|  | Siamotyrannus   |
|  |                 |

|  | "Sinraptor" hepingensis                                           |
|  |                                                                   |
|  | \| \| Sinraptor dongi \| \| \| \| \| \| Siamotyrannus \| \| \| \| |
|  |                                                                   |
|  | Sinraptor dongi                                                   |
|  |                                                                   |
|  | Siamotyrannus                                                     |
|  |                                                                   |

|  | Sinraptor dongi |
|  |                 |
|  | Siamotyrannus   |
|  |                 |

|  | Lourinhanosaurus      |
|  |                       |
|  | overige Coelurosauria |
|  |                       |

|                     | Allosauridae                                                             |
|                     |                                                                          |
| Carcharodontosauria | \| \| Neovenatoridae \| \| \| \| \| \| Carcharodontosauridae \| \| \| \| |
|                     | \| \| Neovenatoridae \| \| \| \| \| \| Carcharodontosauridae \| \| \| \| |
|                     | Neovenatoridae                                                           |
|                     |                                                                          |
|                     | Carcharodontosauridae                                                    |
|                     |                                                                          |

|  | Neovenatoridae        |
|  |                       |
|  | Carcharodontosauridae |
|  |                       |

|                  | Y. zigongensis                                                   |
|                  |                                                                  |
| Y. shangyouensis | \| \| CV 00214 \| \| \| \| \| \| CV 00215 & CV 00216 \| \| \| \| |
|                  | \| \| CV 00214 \| \| \| \| \| \| CV 00215 & CV 00216 \| \| \| \| |
|                  | CV 00214                                                         |
|                  |                                                                  |
|                  | CV 00215 & CV 00216                                              |
|                  |                                                                  |

|  | CV 00214            |
|  |                     |
|  | CV 00215 & CV 00216 |
|  |                     |

|  | "Sinraptor" hepingensis                                           |
|  |                                                                   |
|  | \| \| Sinraptor dongi \| \| \| \| \| \| Siamotyrannus \| \| \| \| |
|  |                                                                   |
|  | Sinraptor dongi                                                   |
|  |                                                                   |
|  | Siamotyrannus                                                     |
|  |                                                                   |

|  | Sinraptor dongi |
|  |                 |
|  | Siamotyrannus   |
|  |                 |

|  | "Sinraptor" hepingensis                                           |
|  |                                                                   |
|  | \| \| Sinraptor dongi \| \| \| \| \| \| Siamotyrannus \| \| \| \| |
|  |                                                                   |
|  | Sinraptor dongi                                                   |
|  |                                                                   |
|  | Siamotyrannus                                                     |
|  |                                                                   |

|  | Sinraptor dongi |
|  |                 |
|  | Siamotyrannus   |
|  |                 |

|  | "Sinraptor" hepingensis                                           |
|  |                                                                   |
|  | \| \| Sinraptor dongi \| \| \| \| \| \| Siamotyrannus \| \| \| \| |
|  |                                                                   |
|  | Sinraptor dongi                                                   |
|  |                                                                   |
|  | Siamotyrannus                                                     |
|  |                                                                   |

|  | Sinraptor dongi |
|  |                 |
|  | Siamotyrannus   |
|  |                 |

|  | "Sinraptor" hepingensis                                           |
|  |                                                                   |
|  | \| \| Sinraptor dongi \| \| \| \| \| \| Siamotyrannus \| \| \| \| |
|  |                                                                   |
|  | Sinraptor dongi                                                   |
|  |                                                                   |
|  | Siamotyrannus                                                     |
|  |                                                                   |

|  | Sinraptor dongi |
|  |                 |
|  | Siamotyrannus   |
|  |                 |

|                  | Y. zigongensis                                                   |
|                  |                                                                  |
| Y. shangyouensis | \| \| CV 00214 \| \| \| \| \| \| CV 00215 & CV 00216 \| \| \| \| |
|                  | \| \| CV 00214 \| \| \| \| \| \| CV 00215 & CV 00216 \| \| \| \| |
|                  | CV 00214                                                         |
|                  |                                                                  |
|                  | CV 00215 & CV 00216                                              |
|                  |                                                                  |

|  | CV 00214            |
|  |                     |
|  | CV 00215 & CV 00216 |
|  |                     |

|  | "Sinraptor" hepingensis                                           |
|  |                                                                   |
|  | \| \| Sinraptor dongi \| \| \| \| \| \| Siamotyrannus \| \| \| \| |
|  |                                                                   |
|  | Sinraptor dongi                                                   |
|  |                                                                   |
|  | Siamotyrannus                                                     |
|  |                                                                   |

|  | Sinraptor dongi |
|  |                 |
|  | Siamotyrannus   |
|  |                 |

|  | "Sinraptor" hepingensis                                           |
|  |                                                                   |
|  | \| \| Sinraptor dongi \| \| \| \| \| \| Siamotyrannus \| \| \| \| |
|  |                                                                   |
|  | Sinraptor dongi                                                   |
|  |                                                                   |
|  | Siamotyrannus                                                     |
|  |                                                                   |

|  | Sinraptor dongi |
|  |                 |
|  | Siamotyrannus   |
|  |                 |

|  | "Sinraptor" hepingensis                                           |
|  |                                                                   |
|  | \| \| Sinraptor dongi \| \| \| \| \| \| Siamotyrannus \| \| \| \| |
|  |                                                                   |
|  | Sinraptor dongi                                                   |
|  |                                                                   |
|  | Siamotyrannus                                                     |
|  |                                                                   |

|  | Sinraptor dongi |
|  |                 |
|  | Siamotyrannus   |
|  |                 |

|  | "Sinraptor" hepingensis                                           |
|  |                                                                   |
|  | \| \| Sinraptor dongi \| \| \| \| \| \| Siamotyrannus \| \| \| \| |
|  |                                                                   |
|  | Sinraptor dongi                                                   |
|  |                                                                   |
|  | Siamotyrannus                                                     |
|  |                                                                   |

|  | Sinraptor dongi |
|  |                 |
|  | Siamotyrannus   |
|  |                 |

|                     | Allosauridae                                                             |
|                     |                                                                          |
| Carcharodontosauria | \| \| Neovenatoridae \| \| \| \| \| \| Carcharodontosauridae \| \| \| \| |
|                     | \| \| Neovenatoridae \| \| \| \| \| \| Carcharodontosauridae \| \| \| \| |
|                     | Neovenatoridae                                                           |
|                     |                                                                          |
|                     | Carcharodontosauridae                                                    |
|                     |                                                                          |

|  | Neovenatoridae        |
|  |                       |
|  | Carcharodontosauridae |
|  |                       |

|                  | Y. zigongensis                                                   |
|                  |                                                                  |
| Y. shangyouensis | \| \| CV 00214 \| \| \| \| \| \| CV 00215 & CV 00216 \| \| \| \| |
|                  | \| \| CV 00214 \| \| \| \| \| \| CV 00215 & CV 00216 \| \| \| \| |
|                  | CV 00214                                                         |
|                  |                                                                  |
|                  | CV 00215 & CV 00216                                              |
|                  |                                                                  |

|  | CV 00214            |
|  |                     |
|  | CV 00215 & CV 00216 |
|  |                     |

|  | "Sinraptor" hepingensis                                           |
|  |                                                                   |
|  | \| \| Sinraptor dongi \| \| \| \| \| \| Siamotyrannus \| \| \| \| |
|  |                                                                   |
|  | Sinraptor dongi                                                   |
|  |                                                                   |
|  | Siamotyrannus                                                     |
|  |                                                                   |

|  | Sinraptor dongi |
|  |                 |
|  | Siamotyrannus   |
|  |                 |

|  | "Sinraptor" hepingensis                                           |
|  |                                                                   |
|  | \| \| Sinraptor dongi \| \| \| \| \| \| Siamotyrannus \| \| \| \| |
|  |                                                                   |
|  | Sinraptor dongi                                                   |
|  |                                                                   |
|  | Siamotyrannus                                                     |
|  |                                                                   |

|  | Sinraptor dongi |
|  |                 |
|  | Siamotyrannus   |
|  |                 |

|  | "Sinraptor" hepingensis                                           |
|  |                                                                   |
|  | \| \| Sinraptor dongi \| \| \| \| \| \| Siamotyrannus \| \| \| \| |
|  |                                                                   |
|  | Sinraptor dongi                                                   |
|  |                                                                   |
|  | Siamotyrannus                                                     |
|  |                                                                   |

|  | Sinraptor dongi |
|  |                 |
|  | Siamotyrannus   |
|  |                 |

|  | "Sinraptor" hepingensis                                           |
|  |                                                                   |
|  | \| \| Sinraptor dongi \| \| \| \| \| \| Siamotyrannus \| \| \| \| |
|  |                                                                   |
|  | Sinraptor dongi                                                   |
|  |                                                                   |
|  | Siamotyrannus                                                     |
|  |                                                                   |

|  | Sinraptor dongi |
|  |                 |
|  | Siamotyrannus   |
|  |                 |

|                  | Y. zigongensis                                                   |
|                  |                                                                  |
| Y. shangyouensis | \| \| CV 00214 \| \| \| \| \| \| CV 00215 & CV 00216 \| \| \| \| |
|                  | \| \| CV 00214 \| \| \| \| \| \| CV 00215 & CV 00216 \| \| \| \| |
|                  | CV 00214                                                         |
|                  |                                                                  |
|                  | CV 00215 & CV 00216                                              |
|                  |                                                                  |

|  | CV 00214            |
|  |                     |
|  | CV 00215 & CV 00216 |
|  |                     |

|  | "Sinraptor" hepingensis                                           |
|  |                                                                   |
|  | \| \| Sinraptor dongi \| \| \| \| \| \| Siamotyrannus \| \| \| \| |
|  |                                                                   |
|  | Sinraptor dongi                                                   |
|  |                                                                   |
|  | Siamotyrannus                                                     |
|  |                                                                   |

|  | Sinraptor dongi |
|  |                 |
|  | Siamotyrannus   |
|  |                 |

|  | "Sinraptor" hepingensis                                           |
|  |                                                                   |
|  | \| \| Sinraptor dongi \| \| \| \| \| \| Siamotyrannus \| \| \| \| |
|  |                                                                   |
|  | Sinraptor dongi                                                   |
|  |                                                                   |
|  | Siamotyrannus                                                     |
|  |                                                                   |

|  | Sinraptor dongi |
|  |                 |
|  | Siamotyrannus   |
|  |                 |

|  | "Sinraptor" hepingensis                                           |
|  |                                                                   |
|  | \| \| Sinraptor dongi \| \| \| \| \| \| Siamotyrannus \| \| \| \| |
|  |                                                                   |
|  | Sinraptor dongi                                                   |
|  |                                                                   |
|  | Siamotyrannus                                                     |
|  |                                                                   |

|  | Sinraptor dongi |
|  |                 |
|  | Siamotyrannus   |
|  |                 |

|  | "Sinraptor" hepingensis                                           |
|  |                                                                   |
|  | \| \| Sinraptor dongi \| \| \| \| \| \| Siamotyrannus \| \| \| \| |
|  |                                                                   |
|  | Sinraptor dongi                                                   |
|  |                                                                   |
|  | Siamotyrannus                                                     |
|  |                                                                   |

|  | Sinraptor dongi |
|  |                 |
|  | Siamotyrannus   |
|  |                 |